# Congestió nasal
La congestió nasal és el bloqueig dels passatges del nas, generalment es deu al fet que les membranes que recobreixen el nas esdevenen inflades per la inflamació dels vasos sanguinis. També es coneix com a obstrucció nasal.
La congestió nasal té moltes causes i pot variar des d'una molèstia lleu a una afecció potencialment mortal. El nadó prefereix respirar pel nas (cosa històricament coneguda com a "respiradors nasals obligats"). La congestió nasal en un nadó en els primers mesos de vida pot interferir amb la lactància materna i posar en perill la seva vida per dificultat respiratòria. La congestió nasal en nens grans i en adolescents sovint només és una molèstia, però pot causar altres dificultats.
La congestió nasal pot interferir amb les orelles, l'audició, i el desenvolupament de la parla. Una congestió significativa pot interferir amb el son, causar ronquera i es pot associar amb l'apnea del son. En els nens, la congestió nasal dels adenoides engrandits pot causar apnea del son crònica amb nivells insuficients d'oxigen i hipòxia mèdica, així com la insuficiència del costat dret del cor. El problema generalment es pot resoldre amb una amígdalectomia.
La congestió nasal també pot causar un lleu dolor facial i en el cap i un grau de malestar.

## Causes
- Reacció al·lèrgica
- Refredat comú o grip
- Sèptum desviat
- Febre del fenc, reaccions al·lèrgiques al pol·len o a l'herba
- Reacció a la medicació (per exemple, Flomax)
- Rinitis medicamentosa una condició d'efecte rebot per l'ús de descongestius tòpics (per exemple, esprais nasals d'oximetazolina, fenilefrina, xilometazoline, i nafazolina).
- Sinusitis o infeccions dels sinus
- Si la posició del cos fa que gran quantitat de sang entri al cap, els vasos sanguinis del passatge nasal poden inflamar-se.
- Moltes dones pateixen la congestió nasal durant l'embaràs per l'increment de sang que flueix pel cos.

### Reflux gàstric
Hi ha correlació entre individus que pateixen sinusitis crònica i els que pateixen de reflux gàstric.

## Tractament
El tractament de la congestió nasal depèn de la causa subjacent.
Tant la grip com el refredat comú són condicions autolimitades que milloren amb el temps, tanmateix fàrmacs com el paracetamol, aspirina, i ibuprofen poden ajudar.
Quan la causa són reaccions al·lèrgiques evitar els al·lergens és el remei comú. Els antihistamínics i descongestius només alleugen els símptomes.
En un infant incapaç de respirar per un nas tapat, un aspirador nasal pot ser útil per treure el moc. Si un nadó no pot respirar a causa d'una nas tapat, una aspirador nasal (una pera) pot ser útil per eliminar el moc. El moc pot ser espès i enganxós, per la qual cosa és difícil d'expulsar de la fossa nasal.

### Medicina alternativa
L'ús d'irrigació nasal pot ajudar a reduir la congestió nasal. Es tracta d'aclarir la cavitat nasal per netejar les partícules microscòpiques de pols i el pol·len que s'adhereixen a les membranes nasals internes i causen les al·lèrgies.